# XXXVI Congresso Eucarístico Internacional

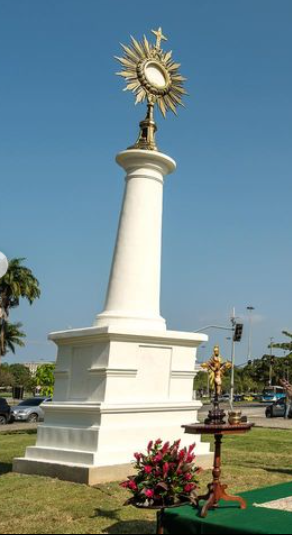
Monumento em homenagem ao 36º Congresso Eucarístico Internacional, erigido pelo Centro Dom Bosco em ocasião do Jubileu de 70 anos do evento - Aterro do Flamengo, Rio de Janeiro

O XXXVI Congresso Eucarístico Internacional foi um evento católico sediado no Rio de Janeiro, no ano de 1955. É apontado como um das maiores celebrações católicas já ocorridas no Brasil, tendo reunido milhares de fiés.